# Шибаєв Олександр Аркадійович
Олександр Аркадійович Шибаєв (рос. Александр Аркадьевич Шибаев; нар. 15 вересня 1961, Калінін, РРФСР) — радянський та російський футболіст, футзаліст та тренер, виступав на позиції захисника. Майстер спорту СРСР (1986).

## Кар'єра гравця
Вихованець калінінської «Волги», перший тренер — Юрій Анатолійович Пєвцов. Виступи в командах майстрів розпочав у 1979 році в «Волзі». Наступні два сезони провів у місцевій «Ракеті», у 1982-1984 — знову в «Волзі». У 1985 році Шибаєва запросили в московський «Спартак» на місце Олега Романцева, де за два сезони він провів 22 матчі. Зіграв 2 матчі за «Спартак» у Кубок УЄФА сезону 1986/87 років. У 1987-1989 роках в командах майстрів не виступав, а в 1987 році працював тренером у ДЮСШ «Крила Рад» (Москва). У 1990 році провів один матч у Кубку СРСР — 1/16 фіналу, перший матч проти ризької «Даугави». 1991 рік відіграв у команді другої ліги «Ворскла» (Полтава) — 33 поєдинки.
У 1992 році в «Спартаку» зіграв лише один матч — 14 травня провів перший тайм у гостьовому матчі проти «Зеніту» (0:2). Другу половину сезону провів у «Динамо-Газовику» (Тюмень). З першого чемпіонату Росії з міні-футболу розпочав грати в московському «Спартаку», відіграв за клуб три сезони. У «великому» футболі виступав за «Інтеррос» Московський (1993), «Сатурн» Раменське (1994), «Волгу» Твер (1996).

## Кар'єра тренера
Після зазершення кар'єри гравця працював тренером у латвійському «Дінабурзі» (вересень — листопад 1998 року), футзальному «Норильському нікелі» (1999-2001), футзальної студентської збірної Росії (2000).
З 2002 року — в міні-футбольному клубі «Динамо» (Москва):
- 2002 — травень 2005 року — тренер.
- травень 2005 — січень 2006, березень 2006 — січень 2008 років — головний тренер.
- січень — березень 2006 року — старший тренер.

## Особисте життя
Син Олександр — професійний хокеїст.

## Досягнення
- Вища ліга чемпіонату СРСР
  -  Срібний призер (1): 1985
  -  Бронзовий призер (1): 1986

- Вища ліга чемпіонату Росії
  -  Чемпіон (1): 1992[4]